# Jacques Rességuier
Jacques Rességuier, avocat, philosophe chef de l’église saint-simonienne de Sorèze, né à Durfort le 7 mai 1795, et mort dans sa propriété du château de Gandels à Garrevaques le 28 novembre 1858.

## Biographie
Jacques Rességuier est le fils d'un marchand chaudronnier. Il a été l'élève du collège de Sorèze de 1805 à 1814. Ils ont pu profiter de l'enseignement d'un philosophe espagnol libéral, Manuel José Narganes de Posada, professeur d'espagnol au collège de Sorèze entre 1801 et 1808, puis exilé en France après le retour de Ferdinand VII, et qui les a gagnés au libéralisme politique et religieux. Il a étudié le droit à la faculté de Toulouse avec ses amis sorézien, Anacharsis Combes et Marquier. Il est alors avocat au barreau de Castres. Ayant une fortune suffisante, il va peu plaider, et va vivre des revenus de sa fortune.
Il est attiré par les idées libérales depuis ses études à la faculté de droit. Il va étudier les différentes idées des idéologues avec ses amis, Anacharsis Combes et Marquier, et lit les publications des différentes écoles de pensée nouvelles. Il lit dès 1825 les premiers numéros de la revue saint-simonienne Le Producteur. À l'arrêt de cette publication, en octobre 1826, il écrit à la rédaction pour le regretter. Il lui propose de continuer à correspondre sur les sujets d'économie politique et de philosophie traités par la revue. Cette correspondance a permis d'aborder les sujets de la mutation religieuse du mouvement dans les années 1829-1830, sur la place de l'Orient, sur les transformations de la propriété.
Jacques Rességuier commentait cette correspondance avec Prosper Enfantin, Saint-Amand Bazard et leurs collaborateurs avec son petit groupe d'amis, Émile Barrault, Gustave de Bouffard, Pierre Borrel et Félix Borrel, Anacharsis Combes et Louis Combes, Lades, Encely, Marquier, Élisa Grimailh-Lemonnier et Charles Lemonnier. Il va fonder l’« Église du Midi » avec ce groupe d'amis et multiplier les actions de recrutement dans le Midi. Prosper Enfantin les a visités en septembre 1829. De ce voyage qu'il a fait dans « l’évêché du Frère Rességuier », le Père Suprême a fait un récit ravi « à la vue de ces hommes ardents, enthousiastes », groupés autour de Rességuier. En août 1830, Prosper Enfantin écrit à Michel Hoart :... Vous êtes le chef de l'église de Toulouse, et sous la direction immédiate de celle de Sorèze, au même rang que celle de Montpellier...
Le 20 février 1830, il est élevé au Collège qui regroupait les anciens de l'église saint-simonienne. Il est chargé de la propagande saint-simonienne dans le Languedoc qui va attirer Élisa Grimailh-Lemonnier au mouvement. Il tient des réunions dans plusieurs villes, dont Toulouse, Castelnaudary, Sorèze. Après les Trois Glorieuses le mouvement va se développer.
Le départ du mouvement de Saint-Amand Bazard, en novembre 1831, va diminuer son ardeur mais il a continué à promouvoir un saint-simonisme progressif et réaliste, à faire le trait d'union entre Prosper Enfantin et Saint-Amand Bazard dont il a reçu le testament spirituel. Il est rapporteur de la commission des sciences sociales au congrès de Toulouse de 1834. Il y a proposé la motion : « le but principal de l’économie sociale doit être aujourd’hui la recherche des moyens les plus propres à amener sans bouleversement social, la disparition du prolétariat, c’est-à-dire l’amélioration du sort de la classe la plus pauvre, la plus ignorante et la plus nombreuse ». Elle a été acceptée après une discussion animée sur le mot prolétariat.
Il se marie civilement, le 24 août 1835, avec Marie-Anne Chevalier, sœur de Michel Chevalier. Il échoue à lancer une revue mensuelle saint-simonienne, Le Congrès en 1836. À la suite de difficultés familiales et de problèmes de santé, il va se replier sur la gestion de ses terres, continuant à suivre les développements du mouvement saint-simonien.